# احقاق حقوق زنان

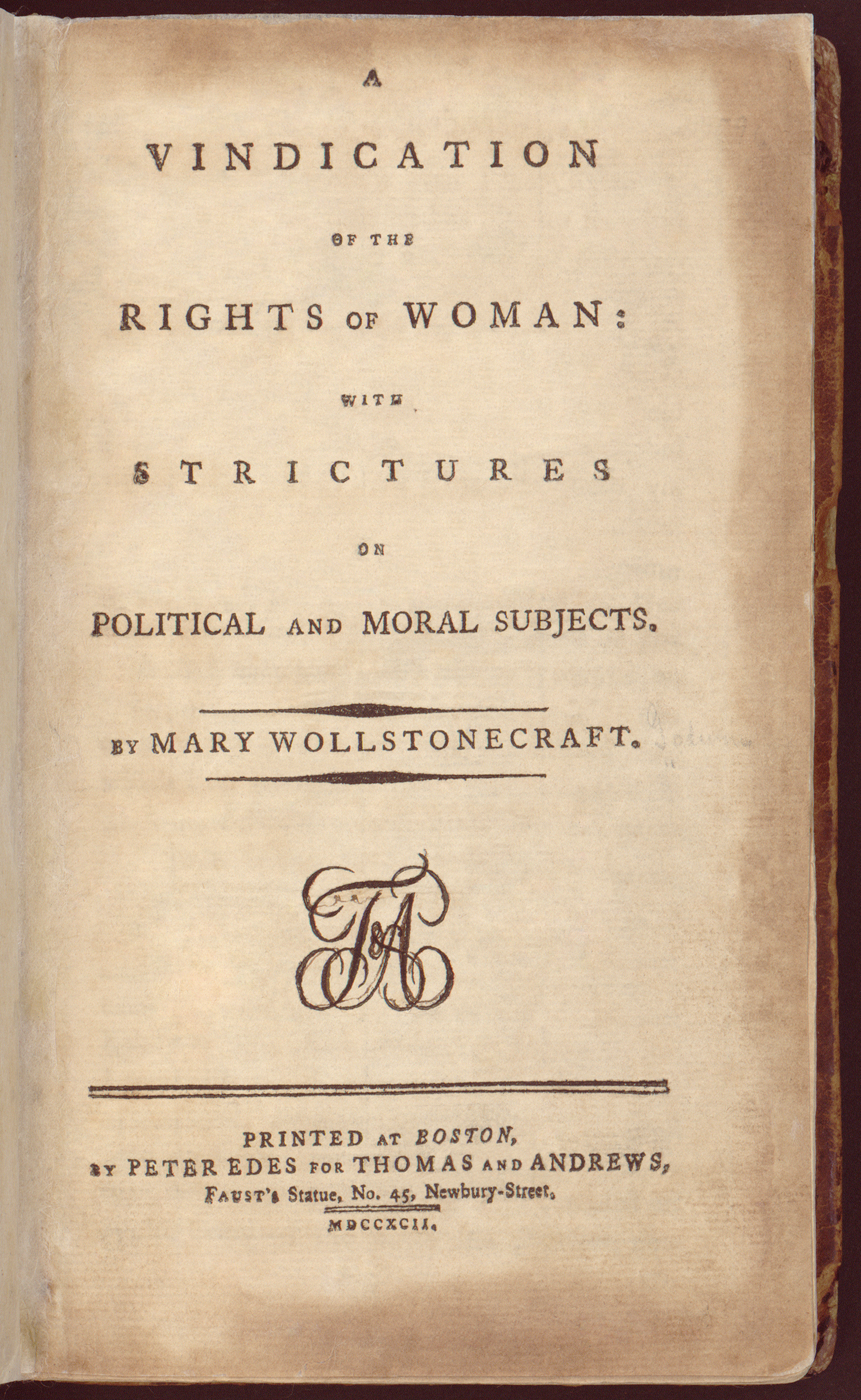
احقاق حقوق زنان

احقاق حقوق زنان عنوان کتابی از مری ولستون‌کرافت فمنیست، فیلسوف قرن هجدهم انگلستان است. این کتاب را از اولین کتاب‌هایی فمینیستی می‌دانند. وی در این کتاب به دفاع از برابری حقوق زن و مرد پرداخته‌است و کتاب پاسخ به کسانی است که تحصیلات را حق زنان نمی‌دانند. ولستون کرافت در دفاع از تحصیلات برابر زنان و مردان، تحصیلات زنان را برای جامعه مؤثر دانسته چرا که می‌توانند به فرزندانشان بیاموزند و همچنین در فعالیتهای اجتماعی کمک شوهرانشان باشند او همچنین به تبعیضهای جنسی تاخته و به نقد مردانی می‌پردازد که زنان را به افراط در احساسات تشویق و آنها را تنها کالاهای زینتی می‌دانند.